# Comtés de l'État de Rhode Island

Carte des comtés et des municipalités de Rhode Island.

L'État américain de Rhode Island est divisé en cinq comtés (counties en anglais). Contrairement à d'autres États, les comtés de Rhode Island ne disposent pas d'un gouvernement local. Il ne s'agit que de divisions géographiques pour l'administration judiciaire de l'État. Seules les 39 municipalités de l'État sont administrées par un gouvernement local.

## Liste des comtés
| Comté      | FIPS  | Siège           | Année defondation | Population(2015) | Superficie                         | Carte |
| ---------- | ----- | --------------- | ----------------- | ---------------- | ---------------------------------- | ----- |
| Bristol    | 44001 | Bristol         | 1747              | 49 084           | 24,16 milles carrés (62,6 km2)     |       |
| Kent       | 44003 | East Greenwich  | 1750              | 164 801          | 168,53 milles carrés (436,5 km2)   |       |
| Newport    | 44005 | Newport         | 1703              | 82 423           | 102,39 milles carrés (265,2 km2)   |       |
| Providence | 44007 | Providence      | 1703              | 633 473          | 409,50 milles carrés (1 060,6 km2) |       |
| Washington | 44009 | South Kingstown | 1729              | 126 517          | 329,24 milles carrés (852,7 km2)   |       |